# Издательство имени Чехова
«Изда́тельство и́мени Че́хова» (англ. Chekhov Publishing House of the East European Fund, Inc.) — американское издательство, осуществлявшее публикацию литературных, исторических, мемуарных и научных произведений, которые не могли быть опубликованы в СССР. Существовало в Нью-Йорке с 1952 по 1956 годы. В период существования издательства в нём было опубликовано 172 книг более 130 авторов.

## Ключевые фигуры
Основатель издательства — американский дипломат и советолог Джордж Кеннан.
Директор издательства — Н. Р. Вреден.

Главный редактор — Вера Александрова (В. А. Шварц).

Председатель Общественного совета — А. Л. Толстая.

Программу деятельности издательства составил М. А. Алданов.
«Издательство имени Чехова» было создано как подразделение «Восточно-Европейского фонда», филиала «Фонда Форда», осуществлявшего исследовательские проекты на базе Колумбийского университета. Благодаря помощи американских властей, после Второй мировой войны был разработан культурный проект помощи русской эмиграции первой и второй волны. Это входило в план идеологической борьбы против коммунизма и Советского Союза.
Издательство публиковало в основном произведения авторов-эмигрантов, таких как И. Бунин, А. Ремизов, В. Набоков, Б. Зайцев, В. Маклаков, Г. Федотов, М. Цветаева и многих других.
Из-за систематической нехватки средств в 1956 году «Издательство имени Чехова» было вынуждено закрыться.
В 1970-е годы новый издатель купил у бывших владельцев право на название и выпускал книги под маркой «Издательства имени Чехова».
В этот период были опубликованы художественные и публицистические произведения советских диссидентов: А. Сахарова, Л. Чуковской, Н. Мандельштам, А. Якобсона и др.
Полная коллекция книг издательства была подарена директору издательского дома «Жизнь с Богом» в Брюсселе Ирине Посновой и, в составе архивного и документального наследия последнего, в 2000 году поступила в библиотеку Бетти Амбивери при центре «Христианская Россия» (итал. Russia Cristiana) в Сериате, Италия.